# Hōshi

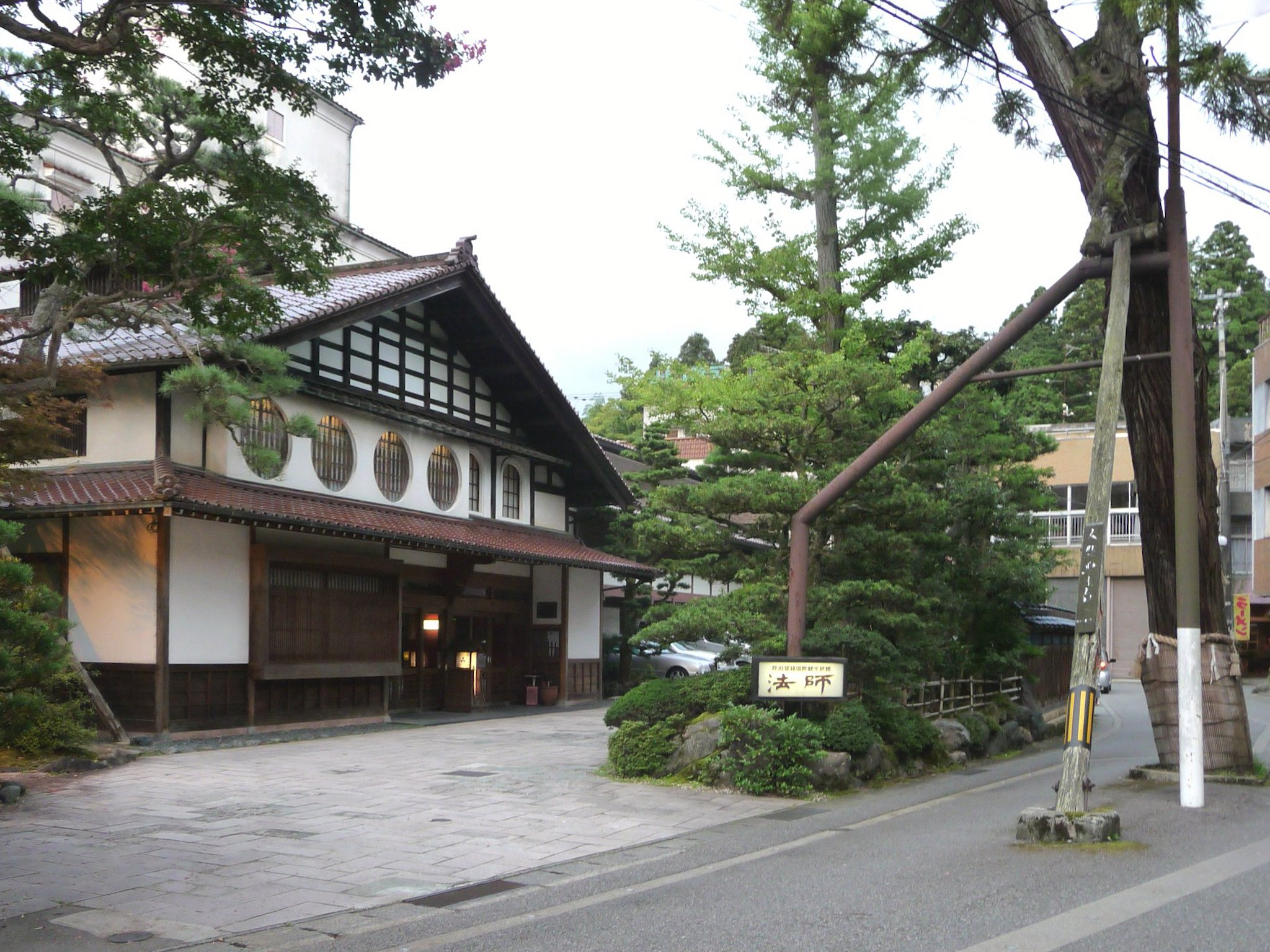
Hōshi

Hōshi (jap. 法師) ist ein japanisches Gasthaus (Ryokan) in Awazu-Onsen, Komatsu, Präfektur Ishikawa. 718 gegründet, befindet es sich seit 46 Generationen im Familienbesitz und ist somit eines der ältesten Familienunternehmen der Welt.

## Geschichte
718 (Yōrō 2) kam Zengorō I. (善五郎), als Mönch (法師, hōshi) mit dem Ordensnamen Garyō (雅亮), mit seinem Lehrmeister und Gründer des Haku-san-Kultes Taichō nach Awazu. Taichō zeigte den Dorfbewohnern eine heiße Quelle (Onsen) unter ihrem Dorf, die unheilbare Krankheiten heilen kann, und wies seinen Schüler an, ein Heilbad an dieser Quelle zu eröffnen.
990 (Shōryaku 1), unter Zengorō X., kam der abgedankte Tennō Kazan auf dem Weg zu dem von Taichō gegründeten Tempel Nata-dera vorbei, machte Rast im Hōshi und kam später auch öfter wieder.
Im 15. Jahrhundert während der Zeit von Zengorō XXVII. versteckte sich hier der Mönch Rennyo als Koch.
1640 (Kan’ei 17) wurde in Erinnerung des Besuchs des Kōmon (Minister) und früheren Daimyō von Kaga, Maeda Toshitsune, die Kōmon-Kiefer (黄門杉, Kōmon-sugi) am Eingang gepflanzt.
Der Garten des Hōshi wurde während der Zeit von Zengorō XXXIII. von dem Daimyō von Ōmi-Komuro, Teezeremoniemeister, Architekt und Gartenbauer Kobori Enshū geschaffen.
1987 wurde es Mitglied in der Association les Hénokiens, einer Vereinigung von Familienunternehmen mit mindestens 200-jähriger Geschichte. Mit der Liquidation des Bauunternehmens Kongō Gumi im Jahr 2006 galt es als das älteste Familienunternehmen Japans. Zudem zeichnete das Guinness-Buch der Rekorde es als ältestes Gasthaus der Welt aus, verlor diesen Titel aber 2011 an das 705 gegründete Nishiyama Onsen Keiunkan in Hayakawa. Eine Ausstellung der Universität Pisa benennt es als das älteste derzeit noch bestehende Familienunternehmen der Welt.